# Lijst van rijksmonumenten in Landgraaf (plaats)
Landgraaf telt 167 inschrijvingen in het rijksmonumentenregister. Hieronder een overzicht.
| Object | Oorspronkelijke functie?  | Bouwjaar                                          | Architect | Locatie                            | Coördinaten?                  | Nr.?   | Afbeelding |
| --- | ------------------------- | ------------------------------------------------- | --------- | ---------------------------------- | ----------------------------- | ------ | --- |
| Blok van twee woningen met verdiep onder met rode en blauwe muldenpannen gedekt wolfdak | Bedrijfs-,fabriekswoning  | 1914                                              |           | Achterstraat 29                    | 50° 53' 39" NB, 6° 0' 46" OL  | 13279  | Blok van twee woningen met verdiep onder met rode en blauwe muldenpannen gedekt wolfdak |
| Blok van twee woningen met verdiep onder met pannen gedekt, wolfdak | Woonhuis                  | 1914                                              |           | Achterstraat 41                    | 50° 53' 37" NB, 6° 0' 41" OL  | 13585  | Blok van twee woningen met verdiep onder met pannen gedekt, wolfdak |
| Blok van twee woningen met verdiep onder met rode en blauwe muldenpannen gedekt mansardedak | Woonhuis                  | 1914                                              |           | Achterstraat 37                    | 50° 53' 38" NB, 6° 0' 43" OL  | 13586  | Blok van twee woningen met verdiep onder met rode en blauwe muldenpannen gedekt mansardedak |
| Blok van twee woningen met verdiep onder met pannen gedekt, zadeldak (rechts; nok//straat), en haaks daaropstaand wolfdak | Woonhuis                  | 1914                                              |           | Achterstraat 33                    | 50° 53' 38" NB, 6° 0' 44" OL  | 13587  | Upload foto |
| Blok van twee woningen met verdiep onder met rode en blauwe muldenpannen gedekt mansardedak met wolfeinden | Woonhuis                  | 1914                                              |           | Achterstraat 45                    | 50° 53' 37" NB, 6° 0' 40" OL  | 13763  | Blok van twee woningen met verdiep onder met rode en blauwe muldenpannen gedekt mansardedak met wolfeinden |
| Blok van twee woningen met verdiep onder met rode en blauwe muldenpannen gedekt wolfdak, met geprofileerde houten gootlijsten en windveren                                                                                    | Woonhuis                  | 1914                                              |           | Achterstraat 49                    | 50° 53' 36" NB, 6° 0' 40" OL  | 14825  | Meer afbeeldingen |
| Blok van twee woningen met verdiep onder met pannen gedekt zadeldak | Woonhuis                  | 1913                                              |           | Achterstraat 2                     | 50° 53' 40" NB, 6° 0' 45" OL  | 15014  | Blok van twee woningen met verdiep onder met pannen gedekt zadeldak |
| Blok van twee woningen met verdiep onder met rode en blauwe muldenpannen gedekt wolfdak, met geprofileerde houten gootlijsten en windveren                                                                                    | Woonhuis                  | 1913                                              |           | Achterstraat 65                    | 50° 53' 34" NB, 6° 0' 38" OL  | 15015  | Blok van twee woningen met verdiep onder met rode en blauwe muldenpannen gedekt wolfdak, met geprofileerde houten gootlijsten en windveren                                                                                    |
| Blok van twee woningen met verdiep onder met rode muldenpannen gedekt zadeldak | Woonhuis                  | 1916/1917                                         |           | Achterstraat 61                    | 50° 53' 34" NB, 6° 0' 39" OL  | 15043  | Blok van twee woningen met verdiep onder met rode muldenpannen gedekt zadeldak |
| Hoeve op de kamp | Boerderij                 | 1810                                              |           |                                    | 50° 54' 5" NB, 6° 0' 47" OL   | 18285  | Upload foto |
| Blok van twee woningen met verdiep onder met pannen gedekt mansardedak | Woonhuis                  | 1916-1917                                         |           | Achterstraat 57                    | 50° 53' 34" NB, 6° 0' 40" OL  | 18548  | Upload foto |
| Blok van twee woningen met verdiep onder met rode en blauwe muldenpannen gedekt wolfdak | Woonhuis                  | 1913                                              |           | Achterstraat 6                     | 50° 53' 40" NB, 6° 0' 45" OL  | 19724  | Blok van twee woningen met verdiep onder met rode en blauwe muldenpannen gedekt wolfdak |
| Hoeve van vakwerk en baksteen om een binnenplaats | Boerderij                 | 18e eeuw                                          |           | Hopelerweg 155                     | 50° 53' 25" NB, 6° 2' 22" OL  | 23593  | Meer afbeeldingen |
| Strijthagermolen | Industrie- en poldermolen | 1617                                              |           | Strijthagermolenweg 5              | 50° 53' 9" NB, 6° 2' 3" OL    | 23594  | Meer afbeeldingen |
| Terwinselerhof | Boerderij                 | tweede helft 17e eeuw                             |           | Tunnelweg 99                       | 50° 52' 21" NB, 6° 1' 45" OL  | 23599  | Meer afbeeldingen |
| Iggene winkel | Boerderij                 | 1779, 1791                                        |           | Emmastraat 20                      | 50° 54' 32" NB, 6° 1' 54" OL  | 23827  | Meer afbeeldingen |
| Grote hoeve met binnenplaats | Boerderij                 | 18e eeuw - eerste kwart 19e eeuw                  |           | Gatestraat 70                      | 50° 54' 24" NB, 6° 1' 42" OL  | 23828  | Grote hoeve met binnenplaats |
| Overste Hof | Boerderij                 | 1749                                              |           | Overstehofweg 14                   | 50° 52' 46" NB, 6° 1' 35" OL  | 23830  | Meer afbeeldingen |
| Kasteelhoeve | Bijgebouwen kastelen enz. | tweede kwart 17e eeuw                             |           | Rouenhof bij 17                    | 50° 53' 5" NB, 6° 1' 56" OL   | 23831  | Upload foto |
| Petrus en Paulus | Kerk en kerkonderdeel     | 1649-1699                                         |           | Kerkplein 4A                       | 50° 53' 42" NB, 6° 0' 54" OL  | 23832  | Meer afbeeldingen |
| Kasteel Schaesberg | Kasteel, buitenplaats     | 1571-17e eeuw                                     |           | Kasteelweg                         | 50° 53' 54" NB, 5° 59' 50" OL | 23833  | Meer afbeeldingen |
| Slothoeve met door knobbelspitsen afgedekte poorttoren en hoektorens | Kasteel, buitenplaats     | 1650                                              |           | Kasteelweg                         | 50° 54' 8" NB, 6° 2' 32" OL   | 23834  | Upload foto |
| Hoeve de Leenhof | Boerderij                 | 1817                                              |           | Heerlenseweg 166                   | 50° 53' 38" NB, 5° 59' 59" OL | 23835  | Meer afbeeldingen |
| Leenderkapel | Kerk en kerkonderdeel     | eerste helft 17e eeuw                             |           | Kapelletje                         | 50° 53' 44" NB, 6° 0' 5" OL   | 23836  | Meer afbeeldingen |
| Kasteel Strijthagen | Kasteel, buitenplaats     | 17e-18e eeuw                                      |           | Rouenhof 17                        | 50° 53' 5" NB, 6° 1' 59" OL   | 23837  | Meer afbeeldingen |
| Blok van twee woningen met verdiep onder met rode en blauwe muldenpannen gedekt mansardedak | Woonhuis                  | 1916/1917                                         |           | Ceintuurstraat 10                  | 50° 53' 35" NB, 6° 0' 38" OL  | 23838  | Upload foto |
| Hoeve met binnenplaats | Boerderij                 | eerste helft 19e eeuw                             |           | Grensstraat 87                     | 50° 55' 8" NB, 6° 3' 9" OL    | 23839  | Hoeve met binnenplaats |
| Hoeve met binnenplaats | Boerderij                 | eerste helft 19e eeuw                             |           | Grensstraat 115                    | 50° 55' 5" NB, 6° 3' 2" OL    | 23840  | Hoeve met binnenplaats |
| Hoeve van baksteen | Boerderij                 |                                                   |           | Grensstraat 127                    | 50° 55' 3" NB, 6° 2' 58" OL   | 23841  | Hoeve van baksteen |
| Hoeve van baksteen | Boerderij                 |                                                   |           | Grensstraat 129                    | 50° 55' 3" NB, 6° 2' 57" OL   | 23842  | Hoeve van baksteen |
| Hoeve met binnenplaats | Boerderij                 | eerste helft 19e eeuw                             |           | Grensstraat 92                     | 50° 55' 8" NB, 6° 3' 7" OL    | 23843  | Hoeve met binnenplaats |
| Hoeve met binnenplaats | Boerderij                 | 1757 (ankerjaartal)                               |           | Grensstraat 96                     | 50° 55' 8" NB, 6° 3' 7" OL    | 23844  | Hoeve met binnenplaats |
| Hoeve met binnenplaats | Boerderij                 | laatste helft 18e eeuw                            |           | Grensstraat 100                    | 50° 55' 7" NB, 6° 3' 5" OL    | 23845  | Hoeve met binnenplaats |
| Hoeve van baksteen met aan de binnenplaats segmentboogvensters | Boerderij                 | 1769                                              |           | Grensstraat 128                    | 50° 55' 4" NB, 6° 2' 58" OL   | 23846  | Hoeve van baksteen met aan de binnenplaats segmentboogvensters |
| Hoeve met binnenplaats | Boerderij                 | 19e eeuw                                          |           | Rimburgerweg 160                   | 50° 54' 25" NB, 6° 4' 9" OL   | 23847  | Meer afbeeldingen |
| Hoeve met binnenplaats | Boerderij                 |                                                   |           | Rimburgerweg 162                   | 50° 54' 24" NB, 6° 4' 11" OL  | 23848  | Upload foto |
| Boerderij met gewitte gevels, getoogde inrijpoort en pannen schilddak, 18e-eeuws met 19e-eeuwse verbouwingen | Boerderij                 | 18e/19e eeuw                                      |           | Groenstraat 126                    | 50° 54' 37" NB, 6° 3' 10" OL  | 23849  | Meer afbeeldingen |
| Boerderij, gewitte gevels | Boerderij                 | wellicht 18e eeuw                                 |           | Groenstraat 128                    | 50° 54' 37" NB, 6° 3' 10" OL  | 23850  | Meer afbeeldingen |
| Wegkruis met houten corpus in een wegkapel | Gedenkteken               | 16e eeuw                                          |           | Groenstraat tegenover 139          | 50° 54' 40" NB, 6° 3' 15" OL  | 23851  | Meer afbeeldingen |
| Hoeve met binnenplaats | Boerderij                 | 1819 (hoeve) 1760 (vakwerk binnenplaats)          |           | Groenstraat 139                    | 50° 54' 38" NB, 6° 3' 15" OL  | 23852  | Meer afbeeldingen |
| Hoeve met binnenplaats | Boerderij                 | 18e eeuw (hoeve) eerste helft 19e eeuw (wegkruis) |           | Groenstraat 70                     | 50° 54' 34" NB, 6° 2' 56" OL  | 23853  | Meer afbeeldingen |
| Boerenhuis met verdieping en zadeldak | Boerderij                 | 17e eeuw en later                                 |           | Groenstraat 123                    | 50° 54' 38" NB, 6° 3' 11" OL  | 23854  | Meer afbeeldingen |
| Pastorie | Werk-woonhuis             | 1826                                              |           | Brugstraat 2                       | 50° 54' 58" NB, 6° 5' 17" OL  | 23856  | Upload foto |
| Wegkruis van naamse steen met corpus in reliëf | Gedenkteken               | 17e eeuw                                          |           | Wegkruis Kantstraat                | 50° 54' 47" NB, 6° 2' 24" OL  | 23861  | Wegkruis van naamse steen met corpus in reliëf |
| Hoeve met binnenplaats | Boerderij                 | 18e-eerste helft 19e eeuw                         |           | Kantstraat 2                       | 50° 55' 0" NB, 6° 2' 44" OL   | 23862  | Hoeve met binnenplaats |
| Voormalige R.K. Kerk | Kerk en kerkonderdeel     | 18e eeuw                                          |           | Kerkberg 4                         | 50° 55' 3" NB, 6° 3' 3" OL    | 23863  | Meer afbeeldingen |
| Schoolgebouw, schoolmeesterswoning en gemeentehuis | Onderwijs en wetenschap   | 1864                                              |           | Kerkberg 7                         | 50° 55' 3" NB, 6° 3' 2" OL    | 23864  | Meer afbeeldingen |
| R.K. Kerk (St. Jozef) | Kerk en kerkonderdeel     | 1868                                              | Spaubroek | Kerkstraat 31                      | 50° 54' 58" NB, 6° 3' 8" OL   | 23865  | Meer afbeeldingen |
| Hoeve met binnenplaats van baksteen | Boerderij                 | 1750 (ankers)                                     |           | Charles Frehenstraat 53            | 50° 54' 59" NB, 6° 2' 48" OL  | 23866  | Meer afbeeldingen |
| Bakstenen huis met verdieping | Woonhuis                  | tweede kwart 18e eeuw                             |           | Charles Frehenstraat 2             | 50° 55' 2" NB, 6° 3' 5" OL    | 23867  | Bakstenen huis met verdieping |
| Hoeve van baksteen | Boerderij                 | 18e eeuw                                          |           | Charles Frehenstraat 20            | 50° 55' 1" NB, 6° 2' 57" OL   | 23868  | Hoeve van baksteen |
| Hoeve van baksteen | Boerderij                 | 18e eeuw                                          |           | Charles Frehenstraat 22            | 50° 55' 1" NB, 6° 2' 56" OL   | 23869  | Hoeve van baksteen |
| Hoeve van baksteen met binnenplaats | Boerderij                 | 18e eeuw                                          |           | Charles Frehenstraat 36            | 50° 54' 60" NB, 6° 2' 51" OL  | 23870  | Meer afbeeldingen |
| Op de hoek een wegkruis met houten corpus | Gedenkteken               | eerste helft 19e eeuw                             |           | Wegkruis hoek Charles Frehenstraat | 50° 54' 60" NB, 6° 2' 46" OL  | 23871  | Op de hoek een wegkruis met houten corpus |
| 't Sjpaans Kentje | Kerk en kerkonderdeel     | 1745 (bouw) 1792 (vergroot)                       |           | Rotscherweg 2                      | 50° 54' 17" NB, 6° 2' 35" OL  | 23872  | Meer afbeeldingen |
| Blok van twee woningen met verdiep onder met pannen gedekt zadeldak en haaks daaropstaand wolfdak | Woonhuis                  | 1916/1917                                         |           | Zuid Weststraat 1                  | 50° 53' 35" NB, 6° 0' 32" OL  | 24086  | Upload foto |
| Blok van twee woningen met verdiep onder met rode en blauwe muldenpannen | Woonhuis                  | 1914                                              |           | Achterstraat 25                    | 50° 53' 39" NB, 6° 0' 46" OL  | 24159  | Upload foto |
| Blok van twee woningen met verdiep onder met rode en blauwe muldenpannen | Woonhuis                  | 1914                                              |           | Achterstraat 21                    | 50° 53' 40" NB, 6° 0' 46" OL  | 24276  | Upload foto |
| Blok van twee woningen met verdiep onder met rode en blauwe muldenpannen gedekt wolfdak | Woonhuis                  | 1914                                              |           | Achterstraat 17                    | 50° 53' 40" NB, 6° 0' 46" OL  | 24278  | Upload foto |
| Blok van twee woningen met verdiep onder met rode en blauwe muldenpannen | Woonhuis                  | 1914                                              |           | Achterstraat 13                    | 50° 53' 41" NB, 6° 0' 45" OL  | 24327  | Upload foto |
| Blok van twee woningen met verdiep onder met pannen gedekt zadeldak | Woonhuis                  | 1914                                              |           | Achterstraat 9                     | 50° 53' 42" NB, 6° 0' 45" OL  | 24362  | Upload foto |
| Blok van twee woningen met verdiep onder met rode en blauwe muldenpannen | Woonhuis                  | 1914                                              |           | Achterstraat 5                     | 50° 53' 42" NB, 6° 0' 46" OL  | 24401  | Upload foto |
| Blok van twee woningen met verdiep onder met rode en blauwe muldenpannen | Woonhuis                  | 1914                                              |           | Achterstraat 1                     | 50° 53' 43" NB, 6° 0' 46" OL  | 24522  | Upload foto |
| Blok van twee woningen met verdiep onder met pannen gedekt, mansardedak | Woonhuis                  | 1913                                              |           | Achterstraat 10                    | 50° 53' 39" NB, 6° 0' 44" OL  | 42008  | Upload foto |
| Blok van twee woningen met verdiep onder met rode en blauwe muldenpannen gedekt wolfdak | Woonhuis                  | 1914                                              |           | Achterstraat 14                    | 50° 53' 39" NB, 6° 0' 43" OL  | 42009  | Upload foto |
| Blok van twee woningen met verdiep onder met rode en blauwe muldenpannen | Woonhuis                  | 1913                                              |           | Achterstraat 18                    | 50° 53' 38" NB, 6° 0' 42" OL  | 42010  | Upload foto |
| Blok van twee woningen met verdiep onder met rode en blauwe muldenpannen gedekt zadeldak | Woonhuis                  | 1913                                              |           | Achterstraat 22                    | 50° 53' 38" NB, 6° 0' 41" OL  | 42011  | Upload foto |
| Blok van twee woningen met verdiep onder met pannen gedekt mansardedak | Woonhuis                  | 1913                                              |           | Achterstraat 26                    | 50° 53' 38" NB, 6° 0' 40" OL  | 42012  | Upload foto |
| Blok van twee woningen met verdiep onder met rode en blauwe muldenpannen gedekt zadeldak | Woonhuis                  | 1916/1917                                         |           | Achterstraat 30                    | 50° 53' 35" NB, 6° 0' 40" OL  | 42013  | Upload foto |
| Blok van twee woningen met verdiep onder met rode en blauwe muldenpannen gedekt zadeldak | Woonhuis                  | 1916/1917                                         |           | Ceintuurstraat 1                   | 50° 53' 38" NB, 6° 0' 37" OL  | 42014  | Upload foto |
| Blok van twee woningen met verdiep onder met rode en blauwe muldenpannen gedekt zadeldak, met geprofileerde houten gootlijsten en windveren                                                                                   | Woonhuis                  | 1916/1917                                         |           | Ceintuurstraat 5                   | 50° 53' 37" NB, 6° 0' 38" OL  | 42015  | Upload foto |
| Blok van twee woningen met verdiep onder met rode en blauwe muldenpannen gedekt mansardedak | Woonhuis                  | 1916/1917                                         |           | Ceintuurstraat 9                   | 50° 53' 36" NB, 6° 0' 38" OL  | 42016  | Upload foto |
| Blok van twee woningen met verdiep onder met pannen gedekt zadeldak en haaks daaropstaand wolfdak | Woonhuis                  | 1916/1917                                         |           | Ceintuurstraat 13                  | 50° 53' 35" NB, 6° 0' 37" OL  | 42017  | Upload foto |
| Blok van twee woningen met verdiep onder met pannen gedekt wolfdak | Woonhuis                  | 1916/1917                                         |           | Ceintuurstraat 17                  | 50° 53' 34" NB, 6° 0' 36" OL  | 42018  | Upload foto |
| Blok van twee woningen met verdiep onder met pannen gedekt wolfdak met geprofileerde houten gootlijsten en windveren | Woonhuis                  | 1916/1917                                         |           | Ceintuurstraat 21                  | 50° 53' 34" NB, 6° 0' 35" OL  | 42019  | Upload foto |
| Blok van twee woningen met verdiep onder met rode (en blauwe) muldenpannen gedekt mansardedak | Woonhuis                  | 1916/1917                                         |           | Ceintuurstraat 25                  | 50° 53' 34" NB, 6° 0' 34" OL  | 42020  | Upload foto |
| Blok van twee woningen met verdiep onder met pannen gedekt zadeldak en haaks daaropstaand wolfdak | Woonhuis                  | 1916/1917                                         |           | Ceintuurstraat 29                  | 50° 53' 34" NB, 6° 0' 33" OL  | 42021  | Upload foto |
| Blok van twee woningen met verdiep onder met pannen gedekt wolfdak, met geprofileerde houten gootlijsten en windveren | Woonhuis                  | 1916/1917                                         |           | Ceintuurstraat 33                  | 50° 53' 34" NB, 6° 0' 32" OL  | 42022  | Upload foto |
| Blok van twee woningen met verdiep onder met pannen gedekt wolfdak (nok//straat), waarvan de dakvoet aan de voor- en achterzijde op twee plaatsen is opgenomen                                                                | Woonhuis                  | 1916/1917                                         |           | Ceintuurstraat 37                  | 50° 53' 34" NB, 6° 0' 31" OL  | 42023  | Upload foto |
| Blok van twee woningen met verdiep onder met rode en blauwe muldenpannen gedekt zadeldak | Woonhuis                  | 1918                                              |           | Ceintuurstraat 41                  | 50° 53' 35" NB, 6° 0' 30" OL  | 42024  | Upload foto |
| Blok van twee woningen met verdiep onder met rode en blauwe muldenpannen gedekt mansardedak | Woonhuis                  | 1918                                              |           | Ceintuurstraat 45                  | 50° 53' 36" NB, 6° 0' 30" OL  | 42025  | Upload foto |
| Blok van twee woningen met verdiep onder met pannen gedekt wolfdak | Woonhuis                  | 1918                                              |           | Ceintuurstraat 49                  | 50° 53' 37" NB, 6° 0' 30" OL  | 42026  | Upload foto |
| Blok van twee woningen met verdiep onder met rode en blauwe muldenpannen gedekt wolfdak, met geprofileerde houten gootlijsten en windveren                                                                                    | Woonhuis                  | 1918                                              |           | Ceintuurstraat 53                  | 50° 53' 37" NB, 6° 0' 30" OL  | 42027  | Upload foto |
| Blok van twee woningen met verdiep onder met pannen gedekt zadeldak (rechts; nok//straat), en haaks daaropstaand wolfdak | Woonhuis                  | 1918                                              |           | Ceintuurstraat 57                  | 50° 53' 38" NB, 6° 0' 31" OL  | 42028  | Blok van twee woningen met verdiep onder met pannen gedekt zadeldak (rechts; nok//straat), en haaks daaropstaand wolfdak |
| Blok van twee woningen met verdiep onder met pannen gedekt mansardedak, waarvan de dakvoet t.b.v. de zoldervensters aan de voor- en achterzijde in het midden is opgenomen, met geprofileerde houten gootlijsten en windveren | Woonhuis                  | 1918                                              |           | Ceintuurstraat 61                  | 50° 53' 38" NB, 6° 0' 32" OL  | 42029  | Blok van twee woningen met verdiep onder met pannen gedekt mansardedak, waarvan de dakvoet t.b.v. de zoldervensters aan de voor- en achterzijde in het midden is opgenomen, met geprofileerde houten gootlijsten en windveren |
| Blok van twee woningen met verdiep onder met rode en blauwe muldenpannen gedekt wolfdak | Woonhuis                  | 1918                                              |           | Ceintuurstraat 65                  | 50° 53' 39" NB, 6° 0' 32" OL  | 42030  | Upload foto |
| Blok van twee woningen met verdiep onder met rode en blauwe muldenpannen gedekt zadeldak | Woonhuis                  | 1917                                              |           | Ceintuurstraat 69                  | 50° 53' 39" NB, 6° 0' 34" OL  | 42031  | Upload foto |
| Blok van twee woningen met verdiep onder met rode en blauwe muldenpannen gedekt zadeldak | Woonhuis                  | 1916/1917                                         |           | Ceintuurstraat 73                  | 50° 53' 39" NB, 6° 0' 36" OL  | 42032  | Upload foto |
| Blok van twee woningen met verdiep onder met rode en blauwe muldenpannen gedekt wolfdak | Woonhuis                  | 1913                                              |           | Ceintuurstraat 2                   | 50° 53' 38" NB, 6° 0' 39" OL  | 42033  | Upload foto |
| Blok van twee woningen met verdiep onder met rode en (blauwe) muldenpannen gedekt wolfdak | Woonhuis                  | 1916/1917                                         |           | Ceintuurstraat 6                   | 50° 53' 36" NB, 6° 0' 39" OL  | 42034  | Upload foto |
| Blok van twee woningen met verdiep onder met pannen gedekt mansardedak met wolfeinden, met geprofileerde houten gootlijsten en windveren                                                                                      | Woonhuis                  | 1916/1917                                         |           | Ceintuurstraat 14                  | 50° 53' 33" NB, 6° 0' 36" OL  | 42035  | Upload foto |
| Blok van twee woningen met verdiep onder met rode en blauwe muldenpannen gedekt mansardedak | Woonhuis                  | 1918                                              |           | Ceintuurstraat 44                  | 50° 53' 36" NB, 6° 0' 29" OL  | 42036  | Upload foto |
| Blok van twee woningen met verdiep onder met rode en blauwe muldenpannen gedekt zadeldak | Woonhuis                  | 1918                                              |           | Ceintuurstraat 48                  | 50° 53' 37" NB, 6° 0' 29" OL  | 42037  | Upload foto |
| Blok van twee woningen met verdiep onder met rode en blauwe muldenpannen gedekt mansardedak | Woonhuis                  | 1918                                              |           | Ceintuurstraat 52                  | 50° 53' 37" NB, 6° 0' 29" OL  | 42038  | Upload foto |
| Blok van twee woningen met verdiep onder met pannen gedekt wolfdak | Woonhuis                  | 1913                                              |           | Ceintuurstraat 58                  | 50° 53' 39" NB, 6° 0' 36" OL  | 42039  | Upload foto |
| Blok van twee woningen met verdiep onder met rode en blauwe muldenpannen gedekt wolfdak | Woonhuis                  | 1918                                              |           | Ceintuurstraat 56                  | 50° 53' 38" NB, 6° 0' 29" OL  | 42040  | Upload foto |
| Blok van twee woningen met verdiep onder met rode en blauwe muldenpannen gedekt zadeldak, met geprofileerde houten gootlijsten en windveren                                                                                   | Woonhuis                  | 1913                                              |           | Kortestraat 1                      | 50° 53' 42" NB, 6° 0' 43" OL  | 42041  | Blok van twee woningen met verdiep onder met rode en blauwe muldenpannen gedekt zadeldak, met geprofileerde houten gootlijsten en windveren                                                                                   |
| Blok van twee woningen met verdiep onder met rode en blauwe muldenpannen gedekt wolfdak, met geprofileerde houten gootlijsten en windveren                                                                                    | Woonhuis                  | 1913                                              |           | Kortestraat 2                      | 50° 53' 41" NB, 6° 0' 44" OL  | 42042  | Blok van twee woningen met verdiep onder met rode en blauwe muldenpannen gedekt wolfdak, met geprofileerde houten gootlijsten en windveren                                                                                    |
| Blok van twee woningen met verdiep onder met rode en blauwe muldenpannen gedekt wolfdak | Woonhuis                  | 1913                                              |           | Kortestraat 6                      | 50° 53' 41" NB, 6° 0' 42" OL  | 42043  | Upload foto |
| Blok van twee woningen met verdiep onder met pannen gedekt wolfdak, met geprofileerde houten gootlijsten en windveren | Woonhuis                  | 1918                                              |           | Leenstraat 4                       | 50° 53' 38" NB, 6° 0' 28" OL  | 42044  | Upload foto |
| Blok van twee woningen met verdiep onder met rode en blauwe muldenpannen gedekt zadeldak | Woonhuis                  | 1918                                              |           | Leenstraat 8                       | 50° 53' 37" NB, 6° 0' 27" OL  | 42045  | Upload foto |
| Blok van twee woningen met verdiep onder met pannen gedekt mansardedak | Woonhuis                  | 1918                                              |           | Leenstraat 12                      | 50° 53' 37" NB, 6° 0' 26" OL  | 42046  | Upload foto |
| Blok van twee woningen met verdiep onder met rode en blauwe muldenpannen gedekt wolfdak | Woonhuis                  | 1918                                              |           | Leenstraat 16                      | 50° 53' 36" NB, 6° 0' 26" OL  | 42047  | Upload foto |
| Blok van twee woningen met verdiep onder met rode muldenpannen gedekt wolfdak | Woonhuis                  | 1918                                              |           | Leenstraat 20                      | 50° 53' 36" NB, 6° 0' 27" OL  | 42048  | Upload foto |
| Blok van twee woningen met verdiep onder met pannen gedekt zadeldak | Woonhuis                  | 1918                                              |           | Leenstraat 24                      | 50° 53' 35" NB, 6° 0' 27" OL  | 42049  | Upload foto |
| Blok van twee woningen met verdiep onder met rode en blauwe muldenpannen gedekt zadeldak | Woonhuis                  | 1913                                              |           | Noord Ooststraat 1                 | 50° 53' 42" NB, 6° 0' 42" OL  | 42050  | Upload foto |
| Blok van twee woningen met verdiep onder met rode en blauwe muldenpannen gedekt mansardedak | Woonhuis                  | 1913                                              |           | Noord Ooststraat 5                 | 50° 53' 40" NB, 6° 0' 41" OL  | 42051  | Upload foto |
| Blok van twee woningen met verdiep onder met pannen gedekt zadeldak, met geprofileerde houten gootlijsten en windveren | Woonhuis                  | 1913                                              |           | Noord Ooststraat 9                 | 50° 53' 40" NB, 6° 0' 40" OL  | 42052  | Upload foto |
| Blok van twee woningen met verdiep onder met pannen gedekt zadeldak en haaks daaropstaand wolfdak | Woonhuis                  | 1913                                              |           | Noord Ooststraat 13                | 50° 53' 39" NB, 6° 0' 39" OL  | 42053  | Upload foto |
| Blok van twee woningen met verdiep onder met pannen gedekt wolfdak, met geprofileerde houten gootlijsten en windveren | Woonhuis                  | 1913                                              |           | Noord Ooststraat 17                | 50° 53' 39" NB, 6° 0' 39" OL  | 42054  | Upload foto |
| Blok van twee woningen met verdiep onder met rode en blauwe muldenpannen gedekt wolfdak | Woonhuis                  | 1913                                              |           | Noord Ooststraat 21                | 50° 53' 38" NB, 6° 0' 38" OL  | 42055  | Upload foto |
| Blok van twee woningen met verdiep onder met rode en blauwe muldenpannen (bij nr. 25 gewijzigd) gedekt mansardedak | Woonhuis                  | 1916/1917                                         |           | Noord Ooststraat 25                | 50° 53' 37" NB, 6° 0' 36" OL  | 42056  | Upload foto |
| Blok van twee woningen met verdiep onder met pannen gedekt wolfdak, met geprofileerde houten gootlijsten en windveren | Woonhuis                  | 1913                                              |           | Noord Ooststraat 2                 | 50° 53' 41" NB, 6° 0' 40" OL  | 42057  | Upload foto |
| Blok van twee woningen met verdiep onder met rode en blauwe muldenpannen gedekt zadeldak | Woonhuis                  | 1913                                              |           | Noord Ooststraat 6                 | 50° 53' 40" NB, 6° 0' 39" OL  | 42058  | Upload foto |
| Blok van twee woningen met verdiep onder met rode en blauwe muldenpannen gedekt zadeldak, met geprofileerde houten gootlijsten en windveren                                                                                   | Woonhuis                  | 1913                                              |           | Noord Ooststraat 10                | 50° 53' 40" NB, 6° 0' 38" OL  | 42059  | Upload foto |
| Blok van twee woningen met verdiep onder met rode en blauwe muldenpannen gedekt wolfdak, met geprofileerde houten gootlijsten en windveren                                                                                    | Woonhuis                  | 1913                                              |           | Noord Ooststraat 14                | 50° 53' 39" NB, 6° 0' 37" OL  | 42060  | Upload foto |
| Blok van twee woningen met verdiep onder met rode en blauwe muldenpannen gedekt zadeldak, met geprofileerde houten gootlijsten en windveren                                                                                   | Woonhuis                  | 1916/1917                                         |           | Noord Ooststraat 18                | 50° 53' 38" NB, 6° 0' 35" OL  | 42061  | Upload foto |
| Blok van twee woningen met verdiep onder met rode en blauwe muldenpannen gedekt mansardedak | Woonhuis                  | 1916/1917                                         |           | Noordstraat 1                      | 50° 53' 38" NB, 6° 0' 34" OL  | 42062  | Upload foto |
| Blok van twee woningen met verdiep onder met rode en blauwe muldenpannen gedekt wolfdak | Woonhuis                  | 1918                                              |           | Noordstraat 2                      | 50° 53' 38" NB, 6° 0' 33" OL  | 42063  | Upload foto |
| Blok van twee woningen met verdiep onder met rode en blauwe muldenpannen gedekt wolfdak, met geprofileerde houten gootlijsten en windveren                                                                                    | Woonhuis                  | 1916/1917                                         |           | Plein 2                            | 50° 53' 37" NB, 6° 0' 36" OL  | 42064  | Upload foto |
| Blok van twee woningen met verdiep onder met rode en blauwe muldenpannen gedekt wolfdak | Woonhuis                  | 1916/1917                                         |           | Plein 4                            | 50° 53' 35" NB, 6° 0' 35" OL  | 42065  | Upload foto |
| Blok van twee woningen met verdiep onder met rode en blauwe muldenpannen gedekt wolfdak | Woonhuis                  | 1916/1917                                         |           | Plein 6                            | 50° 53' 35" NB, 6° 0' 34" OL  | 42066  | Upload foto |
| Blok van twee woningen met verdiep onder met rode en blauwe muldenpannen gedekt mansardedak | Woonhuis                  | 1916/1917                                         |           | Plein 8                            | 50° 53' 35" NB, 6° 0' 33" OL  | 42067  | Upload foto |
| Blok van twee woningen met verdiep onder met pannen gedekt wolfdak | Woonhuis                  | 1918                                              |           | Plein 10                           | 50° 53' 36" NB, 6° 0' 32" OL  | 42068  | Upload foto |
| Blok van twee woningen met verdiep onder met rode muldenpannen gedekt mansardedak | Woonhuis                  | 1918                                              |           | Plein 12                           | 50° 53' 37" NB, 6° 0' 32" OL  | 42069  | Upload foto |
| Blok van twee woningen met verdiep onder met rode en blauwe muldenpannen gedekt zadeldak | Woonhuis                  | 1918                                              |           | Plein 14                           | 50° 53' 37" NB, 6° 0' 32" OL  | 42070  | Upload foto |
| Blok van twee woningen met verdiep onder met rode en blauwe muldenpannen gedekt wolfdak | Woonhuis                  | 1916/1917                                         |           | Plein 16                           | 50° 53' 38" NB, 6° 0' 34" OL  | 42071  | Upload foto |
| Blok van twee woningen met verdiep onder met rode en blauwe muldenpannen gedekt zadeldak | Woonhuis                  | 1914                                              |           | Spoorstraat 10                     | 50° 53' 43" NB, 6° 0' 48" OL  | 42072  | Meer afbeeldingen |
| Blok van twee woningen met verdiep onder met rode en blauwe muldenpannen gedekt wolfdak | Woonhuis                  | 1914                                              |           | Spoorstraat 12                     | 50° 53' 43" NB, 6° 0' 47" OL  | 42073  | Upload foto |
| Blok van twee woningen met verdiep onder met rode en blauwe muldenpannen gedekt wolfdak | Woonhuis                  | 1913                                              |           | Spoorstraat 14                     | 50° 53' 43" NB, 6° 0' 45" OL  | 42074  | Upload foto |
| Blok van twee woningen met verdiep onder met pannen gedekt wolfdak, met geprofileerde houten gootlijsten en windveren | Woonhuis                  | 1913                                              |           | Spoorstraat 16                     | 50° 53' 42" NB, 6° 0' 44" OL  | 42075  | Upload foto |
| Blok van twee woningen met verdiep onder met rode en blauwe muldenpannen gedekt wolfdak | Woonhuis                  | 1913                                              |           | Spoorstraat 18                     | 50° 53' 42" NB, 6° 0' 40" OL  | 42076  | Upload foto |
| Blok van twee woningen met verdiep onder met rode en blauwe muldenpannen gedekt mansardedak | Woonhuis                  | 1913                                              |           | Spoorstraat 20                     | 50° 53' 41" NB, 6° 0' 39" OL  | 42077  | Upload foto |
| Blok van twee woningen met verdiep onder met rode en blauwe muldenpannen gedekt zadeldak | Woonhuis                  | 1913                                              |           | Spoorstraat 22                     | 50° 53' 41" NB, 6° 0' 38" OL  | 42078  | Upload foto |
| Blok van twee woningen met verdiep onder met rode en blauwe muldenpannen gedekt zadeldak | Woonhuis                  | 1913                                              |           | Spoorstraat 24                     | 50° 53' 41" NB, 6° 0' 37" OL  | 42079  | Upload foto |
| Blok van twee woningen met verdiep onder met rode en blauwe muldenpannen gedekt wolfdak, met geprofileerde houten gootlijsten en windveren                                                                                    | Woonhuis                  | 1913                                              |           | Spoorstraat 26                     | 50° 53' 40" NB, 6° 0' 37" OL  | 42080  | Upload foto |
| Blok van twee woningen met verdiep onder met rode en blauwe muldenpannen gedekt wolfdak | Woonhuis                  | 1918                                              |           | Voortstraat 1                      | 50° 53' 35" NB, 6° 0' 28" OL  | 42081  | Upload foto |
| Blok van twee woningen met verdiep onder met rode en blauwe muldenpannen gedekt wolfdak | Woonhuis                  | 1916/1917                                         |           | Zuid Ooststraat 1                  | 50° 53' 35" NB, 6° 0' 36" OL  | 42082  | Upload foto |
| Blok van twee woningen met verdiep onder met rode en blauwe muldenpannen gedekt wolfdak | Woonhuis                  | 1916/1917                                         |           | Zuid Ooststraat 2                  | 50° 53' 36" NB, 6° 0' 37" OL  | 42083  | Upload foto |
| Blok van twee woningen met verdiep onder met rode en blauwe muldenpannen gedekt mansardedak | Woonhuis                  | 1918                                              |           | Zuid Weststraat 2                  | 50° 53' 35" NB, 6° 0' 31" OL  | 42084  | Upload foto |
| Terrein waarin de resten van een nederzetting | Archeologisch monument    | Romeinse tijd                                     |           |                                    | 50° 54' 52" NB, 6° 4' 39" OL  | 45649  | Upload foto |
| Terrein waarin overblijfselen van een romeinse vicus en een weg | Archeologisch monument    | Romeinse tijd                                     |           |                                    | 50° 55' 2" NB, 6° 5' 23" OL   | 45650  | Upload foto |
| Terrein waarin de resten van een pottenbakkersoven | Archeologisch monument    | 12e eeuw                                          |           |                                    | 50° 54' 22" NB, 6° 2' 35" OL  | 45651  | Upload foto |
| R.K. Kerk OLVr Hulp der Christenen | Kerk en kerkonderdeel     | 1917                                              |           | Heigank 1                          | 50° 54' 19" NB, 6° 2' 31" OL  | 521659 | Meer afbeeldingen |
| Vrijstaande villa met dokterspraktijk | Dienstwoning              | 1924                                              |           | Heigank 132                        | 50° 54' 33" NB, 6° 2' 6" OL   | 521660 | Upload foto |
| Station Landgraaf (vh. Schaesberg) | Transport                 | 1896                                              |           | Stationsplein 65                   | 50° 53' 45" NB, 6° 1' 13" OL  | 521663 | Meer afbeeldingen |
| Voormalig gemeentehuis annex politiebureau | Bestuursgebouw en onderdl | 1931                                              |           | Hovenstraat 140                    | 50° 54' 57" NB, 6° 3' 6" OL   | 521665 | Meer afbeeldingen |
| R.K. Kerk H. Theresia | Kerk en kerkonderdeel     | 1933                                              |           | Salesianenstraat 56                | 50° 54' 45" NB, 6° 2' 47" OL  | 521666 | Meer afbeeldingen |
| Voormalige café met bovenwoning | Horeca                    | 1901                                              |           | Heigank 24                         | 50° 54' 20" NB, 6° 2' 28" OL  | 521667 | Voormalige café met bovenwoning |
| Herenhuis | Woonhuis                  | 1906-1919                                         |           | Streeperstraat 23                  | 50° 53' 53" NB, 6° 0' 55" OL  | 521668 | Herenhuis |
| Kerk H. Hart van Jezus | Kerk en kerkonderdeel     | 1919-1924                                         |           | Hoogstraat 137                     | 50° 54' 30" NB, 6° 1' 44" OL  | 521672 | Meer afbeeldingen |
| Pastorie Kerk H. Hart v. Jezus | Kerkelijke dienstwoning   | 1917                                              |           | Hoogstraat 139                     | 50° 54' 30" NB, 6° 1' 44" OL  | 521673 | Pastorie Kerk H. Hart v. Jezus |
| Vml. Mijnvakschool plus woning | Woonhuis                  | 1912-1913                                         |           | Strijthagerweg 6                   | 50° 53' 4" NB, 6° 1' 7" OL    | 521675 | Upload foto |
| Voormalig blok van twee hoofdopzichterswoningen | Woonhuis                  | 1912-1913                                         |           | Strijthagerweg 11                  | 50° 53' 5" NB, 6° 1' 8" OL    | 521676 | Voormalig blok van twee hoofdopzichterswoningen |
| Voormalig ingenieurswoning | Woonhuis                  | 1914                                              |           | Strijthagerweg 15                  | 50° 53' 5" NB, 6° 1' 10" OL   | 521677 | Voormalig ingenieurswoning |
| Dubbele mijnwerkerswoning in lotharingse stijl | Bedrijfs-,fabriekswoning  | 1912-1913                                         |           | Honigmannstraat 2                  | 50° 52' 48" NB, 6° 0' 48" OL  | 521679 | Upload foto |
| Dubbele mijnwerkerswoning in lotharingse stijl | Bedrijfs-,fabriekswoning  | 1912-1913                                         |           | Honigmannstraat 6                  | 50° 52' 49" NB, 6° 0' 49" OL  | 521680 | Upload foto |
| Dubbele mijnwerkerswoning in lotharingse stijl | Bedrijfs-,fabriekswoning  | 1912-1913                                         |           | Mijn Carlstraat 2                  | 50° 52' 49" NB, 6° 0' 50" OL  | 521681 | Upload foto |
| Dubbele mijnwerkerswoning in lotharingse stijl | Bedrijfs-,fabriekswoning  | 1912-1913                                         |           | Honigmannstraat 12                 | 50° 52' 50" NB, 6° 0' 51" OL  | 521682 | Upload foto |
| Dubbele mijnwerkerswoning in lotharingse stijl | Bedrijfs-,fabriekswoning  | 1912-1913                                         |           | Honigmannstraat 14                 | 50° 52' 51" NB, 6° 0' 52" OL  | 521683 | Upload foto |
| Dubbele mijnwerkerswoning in lotharingse stijl | Bedrijfs-,fabriekswoning  | 1912-1913                                         |           | Honigmannstraat 18                 | 50° 52' 52" NB, 6° 0' 53" OL  | 521684 | Upload foto |
| Dubbele mijnwerkerswoning in lotharingse stijl | Bedrijfs-,fabriekswoning  | 1912-1913                                         |           | Mijn Carlstraat 3                  | 50° 52' 49" NB, 6° 0' 52" OL  | 521685 | Upload foto |
| Dubbele mijnwerkerswoning in lotharingse stijl | Bedrijfs-,fabriekswoning  | 1912-1913                                         |           | Mijn Carlstraat 4                  | 50° 52' 49" NB, 6° 0' 51" OL  | 521686 | Upload foto |
| Dubbele mijnwerkerswoning in lotharingse stijl | Bedrijfs-,fabriekswoning  | 1912-1913                                         |           | Mijn Carlstraat 7                  | 50° 52' 50" NB, 6° 0' 53" OL  | 521687 | Upload foto |
| Dubbele mijnwerkerswoning in lotharingse stijl | Bedrijfs-,fabriekswoning  | 1912-1913                                         |           | Mijn Carlstraat 8                  | 50° 52' 48" NB, 6° 0' 51" OL  | 521688 | Upload foto |
| Dubbele mijnwerkerswoning in lotharingse stijl | Bedrijfs-,fabriekswoning  | 1912-1913                                         |           | Mijn Carlstraat 11                 | 50° 52' 49" NB, 6° 0' 53" OL  | 521689 | Upload foto |
| Dubbele mijnwerkerswoning in lotharingse stijl | Bedrijfs-,fabriekswoning  | 1912-1913                                         |           | Mijn Carlstraat 12                 | 50° 52' 48" NB, 6° 0' 52" OL  | 521690 | Upload foto |
| Dubbele mijnwerkerswoning in lotharingse stijl | Bedrijfs-,fabriekswoning  | 1912-1913                                         |           | Mijn Carlstraat 15                 | 50° 52' 48" NB, 6° 0' 54" OL  | 521691 | Upload foto |